# Dassault Mercure
Dassault Mercure je bio francuski dvomotorni putnički zrakoplov.

## Tehničke karakteristike
Izvori podataka: 
Osnovne karakteristike
- posada: 3
- dužina: 34,84 m
- raspon krila: 30,55 m
- visina: 11,35 m

Letne karakteristike
- najveća brzina: 925 km/h
- ekonomska brzina: 870 km/h
- motor: 2 x Pratt & Whitney JT8D-15